# Reinaldo Elias da Costa
Reinaldo Elias da Costa (Itaberí, 1984. június 13. –), ismert nevén Reinaldo Mineiro, brazil-ausztrál labdarúgócsatár.